# Eretomyia tumbrensis
Eretomyia tumbrensis är en tvåvingeart som beskrevs av Artigas 1970. Eretomyia tumbrensis ingår i släktet Eretomyia och familjen rovflugor. Inga underarter finns listade i Catalogue of Life.